# Nunatak (Band)

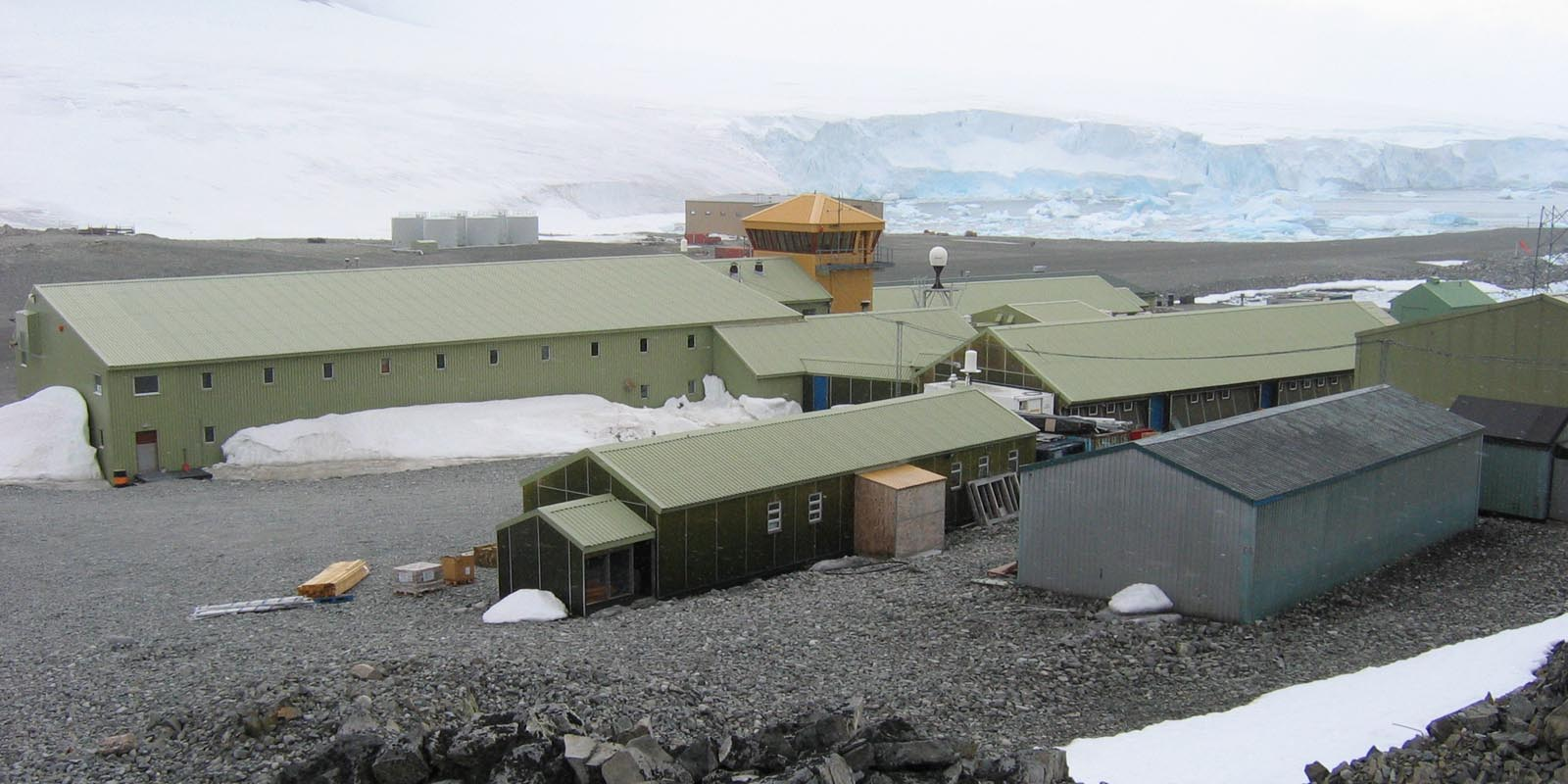
Die britische Rothera Research Station auf Antarktika ist die Heimat der Band Nunatak.

Nunatak nennt sich die Hausband der britischen Rothera-Station auf der Adelaide-Insel vor der Antarktischen Halbinsel. Sie besteht aus fünf jungen Wissenschaftlern der Forschungsstation, die ihren Musikstil als „Indie-Rock-Folk-Fusion“ bezeichnen. Am 7. Juli 2007 nahmen die Hobbymusiker an der Konzertreihe Live Earth teil. Ihr Auftritt vor den verbliebenen 17 Personen der Stationsbesatzung im antarktischen Winter wurde mehrmals an diesem Tag weltweit von verschiedenen Medien ausgestrahlt und hatte eine potentielle Reichweite von rund zwei Milliarden Zuschauern und Zuhörern.
Leadsänger und Gitarrist der Gruppe ist der Elektroingenieur Matt Balmer, der Kommunikationsingenieur Tris Thorne spielt die elektrisch verstärkte Violine, die Biologin Alison „Ali“ Massey Tenorsaxophon, der Meteorologe Rob Webster Schlagzeug und der wissenschaftliche Mitarbeiter und Polarführer Roger Stilwell E-Bass. Die Musiker waren zum Zeitpunkt von Live Earth zwischen 22 und 28 Jahre alt.
Die Band nannte sich ursprünglich Rachet Death (eine Verballhornung von Rat Shit Death, „Rattenscheiße-Tod“, der umgangssprachlichen Bezeichnung für eine früher in der Region um die chilenische Stadt Punta Arenas verbreiteten Krankheit), änderte aber ihren Namen im März 2007 wegen des erwarteten Live-Earth-Auftritts in den aus der Inuit-Sprache stammenden glaziologischen Begriff Nunatak. Kurz zuvor waren die Musiker von den Live-Earth-Produzenten gebeten worden, einen Song für die Veranstaltung zu schreiben, der aufgezeichnet und am 7. Juli gesendet werden sollte.  Das britische Antarktis-Forschungsinstitut British Antarctic Survey (BAS) ließ mit dem letzten Versorgungsflug im antarktischen Sommer einen Kameramann einfliegen. Letztendlich wurden zwei Songs aufgenommen: Die Videos von „How many people“ und „Would You Do it All Again“ wurden über eine Hochgeschwindigkeits-Datenverbindung nach Großbritannien gesendet, um von dort weiterverbreitet werden zu können. Bisher trat Nunatak noch nie außerhalb der Rothera-Station auf.